# Бона Сфорца
Бо́на Сфо́рца д’Араго́на (итал. Bona Sforza d'Aragona; 2 февраля 1494, Виджевано, Павия — 19 ноября 1557, Замок Бари или Бари) — миланская принцесса, королева польская и великая княгиня литовская в 1518—1556 годах, вторая супруга короля Сигизмунда I, дочь миланского герцога Джана Галеаццо Сфорца и Изабеллы Арагонской.

## Биография
После смерти первой жены польского короля Сигизмунда I Барбары Запольяи Карл V посватал Бону за Сигизмунда. От брака, заключённого 18 апреля 1518 года, родились:
- Изабелла (1519—1559), жена Яна Запольски (Янош Запольяи) (1487—1540), короля Венгрии (1527—1540), князя Трансильвании;
- Сигизмунд Август (1520—1572), великий князь Литовский, король Польши, глава федеративного государства Речь Посполитая Обоих Народов;
- София (1522—1575), жена Генриха V, герцога Брауншвейг-Вольфенбюттеля (1489—1568);
- Анна (1523—1596), королева польская, жена князя Трансильвании Стефана Батория, короля польского (1576—1586);
- Катерина (1526—1583), с 1562 года первая жена Юхана III Вазы (1537—1592), короля Швеции (1568—1592), герцога Финляндии (с 1556);
- Войцех-Альбрехт (1527), мертворождённый.

Бона славилась своей красотой и отличалась большой энергией. Она фактически управляла страной, но не могла найти себе помощников, потому что гордость и чуждая манера управления отталкивали от неё тогдашнее польское дворянство. Ещё при жизни престарелого супруга она добилась избрания королём Польши и коронации 20 февраля 1531 года 10-летнего Сигизмунда Августа. После смерти Сигизмунда I в 1548 году Сигизмунд Август боролся с честолюбивой и амбициозной матерью. Планам королевы мешал брак, в тайне от неё заключённый Сигизмундом Августом после смерти первой жены Елизаветы Австрийской с Барбарой Радзивилл. После коронации в 1550 году молодая королева внезапно скончалась в 1551 году; Бона Сфорца подозревалась в отравлении.
Из-за разногласий с сыном Бона стремилась уехать из Польши, но Сигизмунд Август запрещал ей уезжать в Италию, опасаясь с её смертью в другой стране утратить огромные состояния и крупные земельные угодья в Польше и Литве. Только после отказа Боны от имущества король согласился на её отъезд. В 1556 году Бона оставила Польшу, увезя с собой громадные деньги. Из них она одолжила испанскому королю Филиппу II 420 тыс. золотых дукатов.
Бона умерла в своём княжестве Бари в Италии, отравленная, согласно некоторым данным, своим же доктором Папагоди, агентом Габсбургов. Она похоронена в базилике Святого Николая в Бари.
Сигизмунду Августу удалось вернуть значительную часть долга Габсбургов в Краков, в основном серебряными талерами и полуталерами. Это были высокопробные монеты из серебра, привезённого испанскими галеонами из Нового Света. Их контрмаркировали вензелем польского короля с датой «1564». Несколько десятилетий монеты были в обращении, после чего их выкупили у населения.

## Владения
На территории унии Королевства Польского и Великого княжества Литовского (Речи Посполитой) владела замками:
- Кременец (сейчас административный центр в Тернопольской области, Украина);
- Бар (сейчас административный центр в Винницкой области, Украина);
- Кобрин (сейчас административный центр в Брестской области, Беларусь), центр Кобринской экономии. В честь королевы назван канал Бона, первое мелиоративное сооружение в регионе;
- Рогачёв (сейчас административный центр в Гомельской области, Беларусь);
- Мотоль (сейчас агрогородок в Брестской области, Беларусь);
- Пинск (сейчас город областного подчинения, расположенный у слияния рек Пина и Припять, центр Пинского района Брестской области, Беларусь)
- Лысково (сейчас деревня Лысково Пружанского района Брестской области, Беларусь)

## Галерея

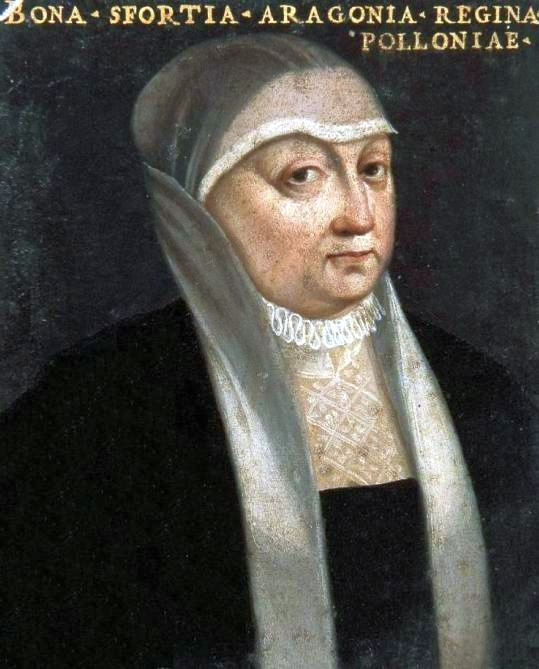
Бона Сфорца во вдовьем наряде
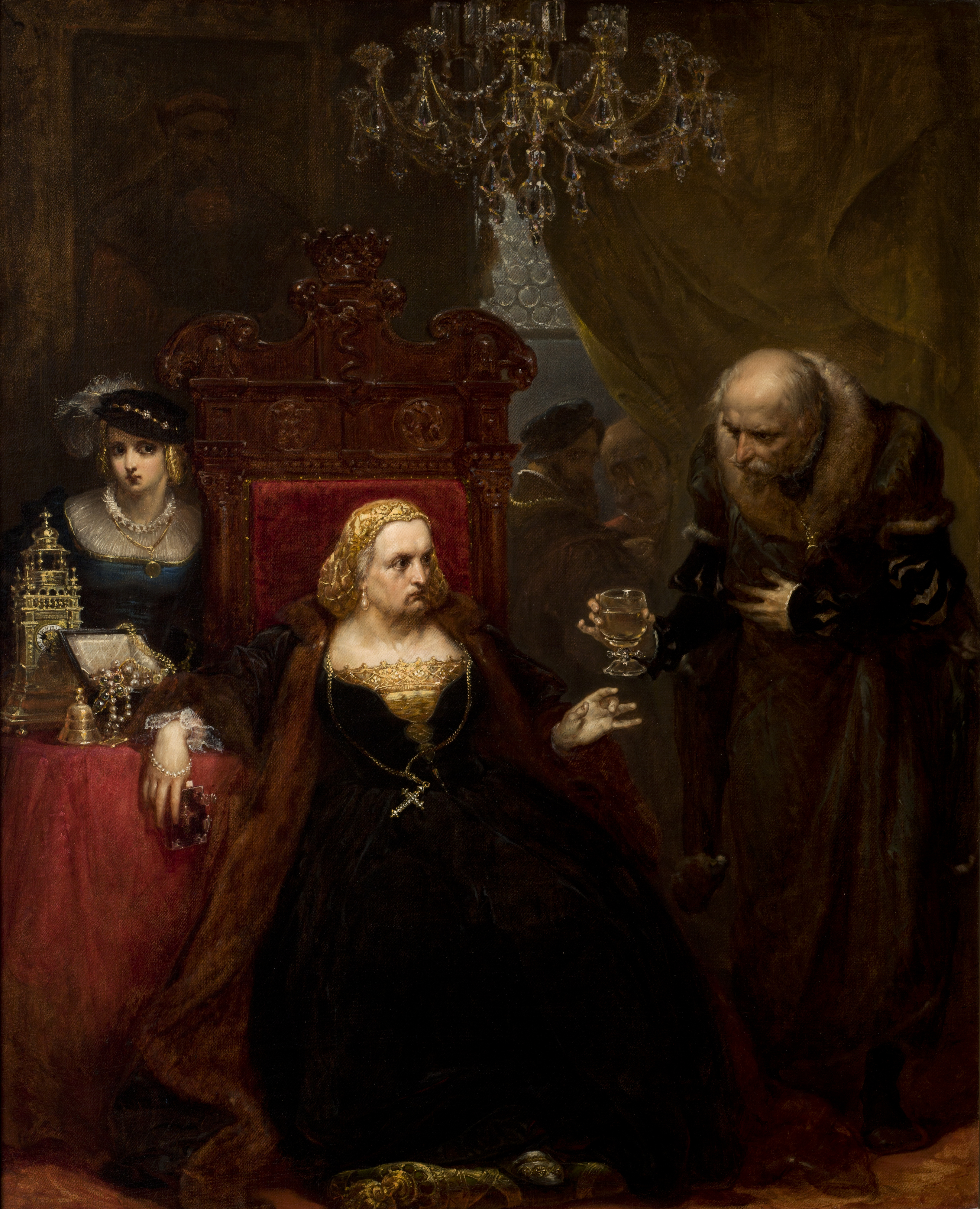
Отравление королевы Боны. Ян Матейко, 1859 год
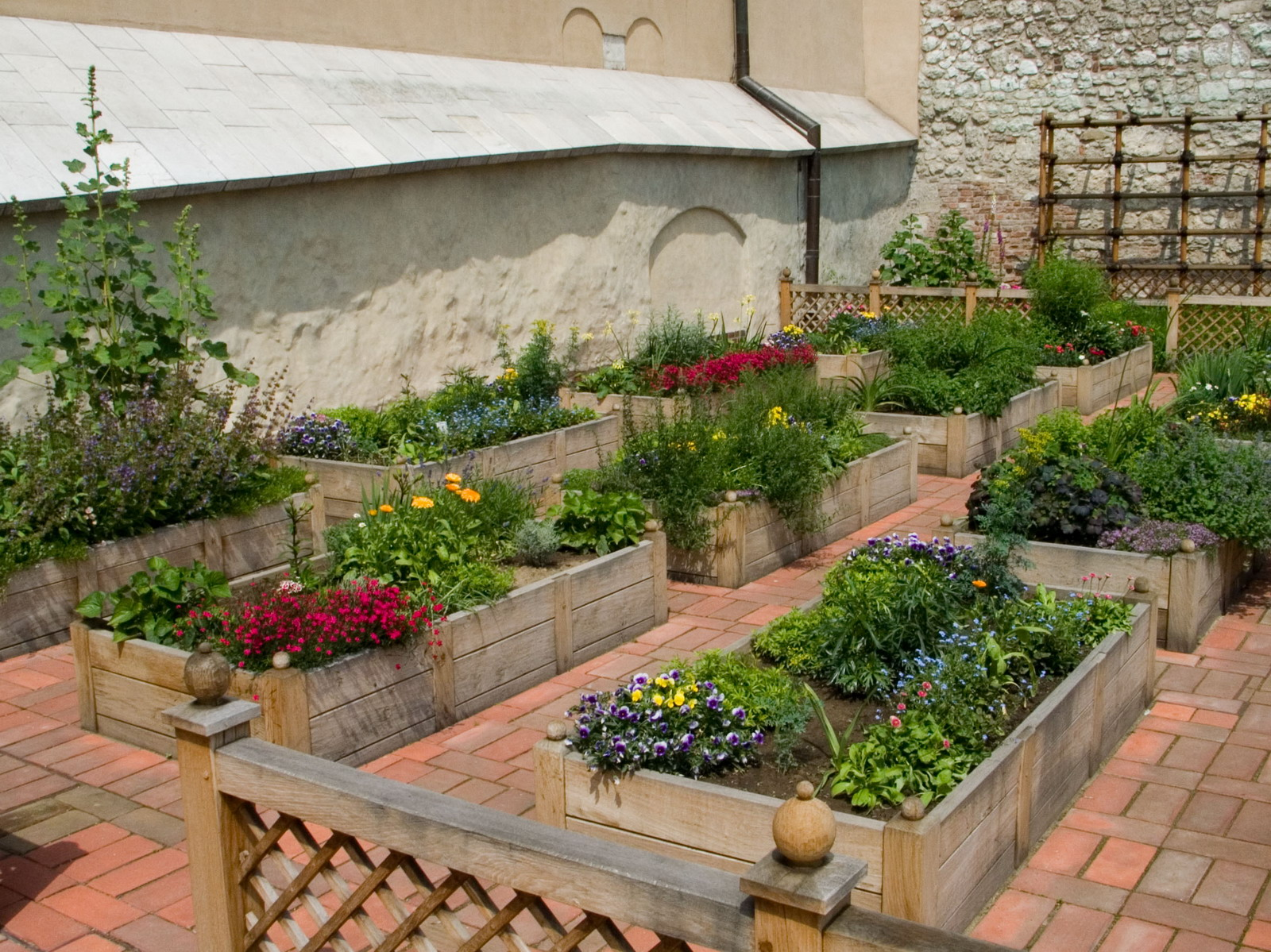
Сады королевы Боны в замке Вавель
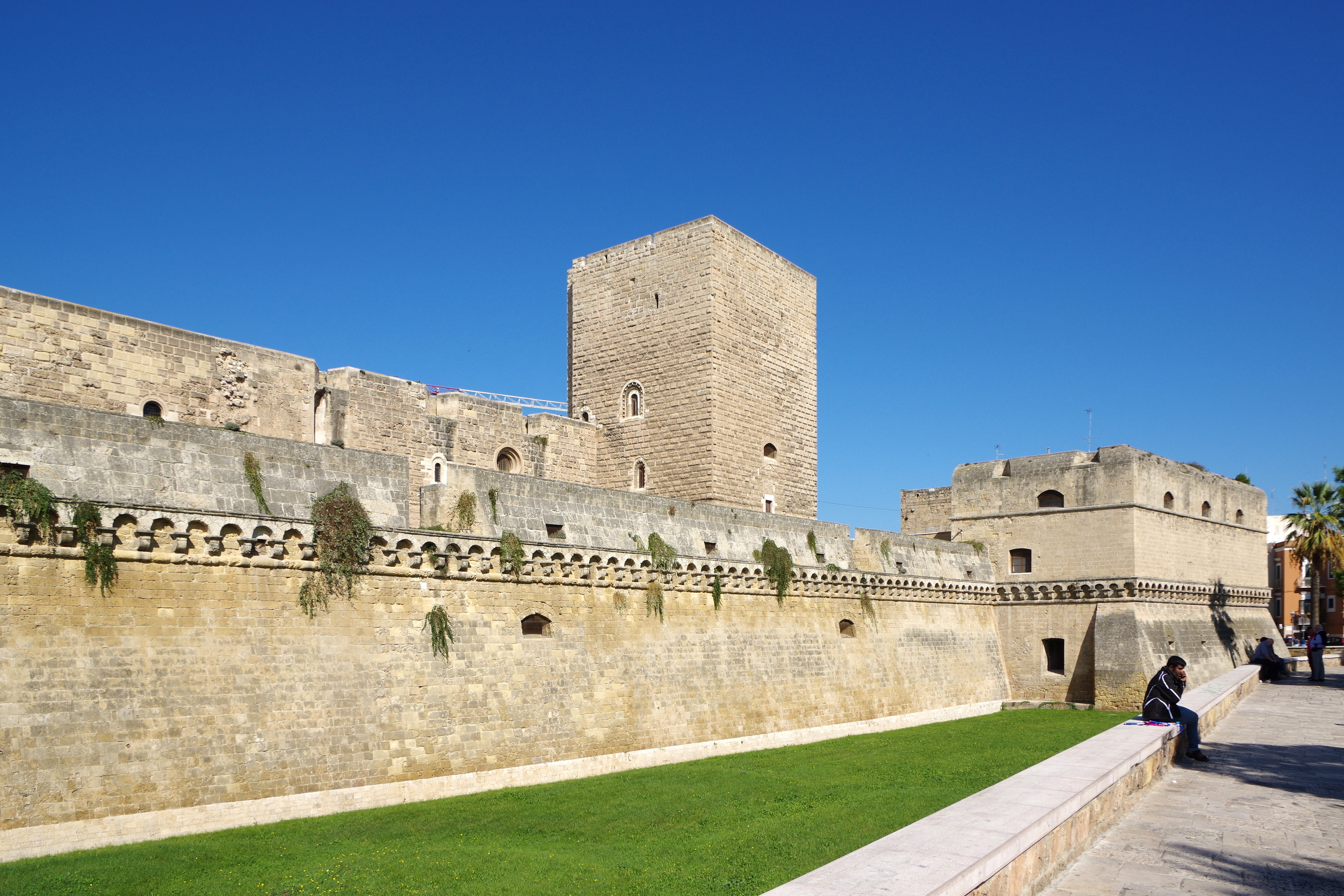
Замок в Бари, где Бона умерла в 1557 году

## В искусстве
- Ян Матейко. Картина «Отравление королевы Боны» (1859).
- Галина Аудерская. «Королева Бона. Дракон в гербе» (исторический роман-хроника).
- Януш Маевский. «Королева Бона» (телесериал, в роли Боны — Александра Шлёнска).
- Владимир Короткевич. «Ладья Отчаяния» (бел. «Ладдзя Роспачы») — повесть.
- Алексей Дударев. «Черная панна Несвижа» (пьеса).
- Валентин Пикуль. «Последние из Ягеллонов». Миниатюры. «Вече»-«АСТ» М. 1998, стр.306-314.